# Nikola Sarcevic
Nikola Sarcevic (Örebro, 9 de Julho de 1974) é um músico sueco, baixista, vocalista e compositor da maioria das músicas da banda de hardcore melódico Millencolin. Atualmente vive em Gotemburgo com sua noiva Lisa.
Nikola também gravou seu primeiro álbum solo chamado Lock-Sport-Krock. Este nome vem de um time de futebol imaginário que ele e seu irmão jogavam quando eram crianças. Este álbum tem uma sonoridade completamente diferente do Millencolin, pois Nikola explora mais sua voz e procura ritmos parecidos com Música Country, Soft-Rock e Pop.Em 2006 Nikola lança o cd 
ROLL ROLL AND FLEE e em 2010 o baixista lança FATTIGLAPPARNA.

## Discografia
- Lock-Sport-Krock (2004)

1. Lovetrap
2. Viola
3. Nobody Without You
4. Lock-Sport-Krock
5. Glue Girl
6. You Make My World Go Around
7. New Fool
8. Goodbye I Die
9. Mirror Man
10. My Aim Is You
11. Vila Rada

- Lovetrap (2004) - Lançado apenas na suécia

1. Lovetrap
2. Just Me

- Roll Roll And Flee (2006 na Suécia, 2007 na América do Norte)

1. "From Where I´m Standing"
2. "Soul For Sale"
3. "Let Me In"
4. "Love Is Trouble"
5. "Tybble Skyline"
6. "Roll Roll And Flee"
7. "The Law Of John T."
8. "Horse Bay Blues"
9. "Thin Air"
10. "Married"
11. "Don't Kill The Flame"